# Јапанске лаке крстарице класе Чикума
| Лаке крстарице класе Чикума                          | Лаке крстарице класе Чикума                                       |
| ---------------------------------------------------- | ----------------------------------------------------------------- |
|                                                      |                                                                   |
| Лака крстарица Чикума, након завршетка 1912. године. |                                                                   |
| Корисник                                             | Јапанска морнаричка застава                                       |
| Почетак градње:                                      | 1909—1910.                                                        |
| Поринуће:                                            | 1911.                                                             |
| Завршетак градње:                                    | 1912.                                                             |
| Основне катактеристике                               |                                                                   |
| Дужина:                                              | 144,80 метара                                                     |
| Ширина:                                              | 14,20 метара                                                      |
| Газ:                                                 | 5,10 метара                                                       |
| Тежина:                                              | 4.400 тона (стандардни депласман) 5.040 тона (пуни депласман)     |
| Погон:                                               | 12 котла Канпон, снаге 22.500 КС                                  |
| Посада:                                              | 414 официра и морнара                                             |
| Наоружање:                                           | Топови: 8 × 152 mm, 4 × 80 mmМитраљези 2 × 6,5 mmТорпедне цеви: 3 × 457 |
| Максимална Брзина:                                   | 26—27 kn (48—50 km/h)                                             |
| Бродови класе                                        |                                                                   |
| Чикума, Јахаги, Хирадо                               |                                                                   |

Три крстарице класе Чикума (јап:筑摩型防護巡洋艦) су биле лаке крстарице, које су се налазиле у саставу јапанске ратне морнарице. Оне су учествовале у многобројним поморским операцијама током Првог светског рата. Као и већина јапанских лаких крстарице, и крстарице класе Чикума су добиле имена по јапанским рекама.
Крстарице класе Чикума су заправо биле последње заштићене крстариице које су изграђене у Јапану, али су касније због поседовања турбина, прекласификоване у лаке крстарице, и биле су претеча лаких крстарица класе Тенрју.

## Позадина
Крстарице класе Чикума су грађене по програму за повећење морнарице из 1907. године, а базирао се на основу искуства стечених током Руско-јапанског рата. Заједно са бојним крсташима класе Конго, крстарице класе Чикума су биле део пројекта за изградњу бродова белике брзине, најновије морнаричке технологије (турбине).

## Дизајн
Основни прјекат крстарица класе Чикума, био је верна копија британских крстарица класе Таун, са понеком модификацијом, а имао је утицај и дизајн јапанске крстарице Тоне. Крстарице класе Чикума су биле прве крстарице велике брзине, опремљене турбинама, у јапанској ратној морнарици. Турбине су обезбеђивале много већу брзину него код претходно изграђених крстарица. Силуете бродова класе Чикума, биле су лако препознатљиве по њихова четири димњака.
Крстарице Чикума и Хирадо су поседовале нове Кертисове турбине, које су омогућавале брзину од 26 kn (48 km/h). Током пробне вожње, постигнута је максимална брзина од 26,83, односно 26,87 kn (49,76 km/h). На крстарици Јахаги, постављена је Парсонова турбина, са којом је на пробној вожњи постигнута максимална брзина од 27,14 kn (50,26 km/h).
Крстарице класе Чикума су биле наоружане са 8 једноцевних топова од 152 mm и 4 једноцевна од 80 mm. Поред тога имале су два митраљеза, као и три торпедне цеви од 450 mm.

## Тактичко-технички подаци
- Тежина:
  - 4.400 тона стандардни депласман
  - 5.040 тона пуни депласман
- Димензије:
  - Дужина: 144,80 метара
  - Ширина: 14,20 метара
  - Газ: 5,10 метара (средњи газ)
- Максимална брзина:
  - 26—27 kn (48—50 km/h)
- Погон: 12 котла Канпон, 22.500 КС
- Максимална даљина пловљења: 10.000 наутичких миља/ 10 kn (19 km/h)
- Количина горива: 1.128 тона угља и 300 тона нафте
- Наоружање:
  - Главна артиљерија: 8 × 1 152 mm
  - Помоћна артиљерија: 4 × 1 80 mm
  - Митраљези: 2 × 1 6,50 mm
  - Торпедне цеви: 3 x 1 457
- Оклоп:
  - Оклопни појас: 89 mm (максималан)
  - Палуба: 57 mm (максималан)
- Посада: 414 официра и морнара

## Бродови
| Име    | Бродоградилиште     | Почетак градње   | Поринуће         | Завршетак градње | Белешка                                 |
| ------ | ------------------- | ---------------- | ---------------- | ---------------- | --------------------------------------- |
| Чикума | Сасебо - Сасебо     | 23. мај 1909.    | 1. април 1911.   | 18. мај 1912.    | Обрисана из списка флоте 1. април 1931. |
| Јахаги | Мицубиши - Нагасаки | 20. јун 1910.    | 3. октобар 1911. | 27. јул 1912.    | Обрисана из списка флоте 1. април 1940. |
| Хирадо | Кавасаки - Кобе     | 10. август 1910. | 29. јун 1911.    | 17. јун 1912.    | Обрисана из списка флоте 1. април 1940. |

## Служба
Крстарице класе Чикума су активно учествовале током Првог светског рата у поморским операцијама савезника, на Пацифичком и Индијском океану. Након Првог светког рата оне су ангажоване на патролним задацима, дуж Кинеске обале. Крстарице Јахаги и Хирадо су за време Сибирске интервенције пружале заштиту конвојима, који су превозили снабдевања и појачања јапанским трупама у Сибиру. По завршеној Сибирској интервенцији све крстарице класе Чикума су ангажоване на патролним задацима. Крстарица Чикума је обрисана из списка флоте 1931. године, а 1935. године је потопљена као брод-мета. Јахаги и Хирадо су обрисане из списка флоте 1940. године, и редизајниране су да служе као пловеће касарне. Обе су 1947. године послате на сечење.